# Adamów (powiat łukowski)
Adamów – wieś w Polsce, położona w województwie lubelskim, w powiecie łukowskim, siedziba gminy Adamów. Obok miejscowości przepływa Motwica, niewielka rzeka dorzecza Wisły. Dawniej miasto.
W drugiej połowie XVI wieku prywatne miasto szlacheckie Jadamów, położone w ziemi stężyckiej w województwie sandomierskim. Miejscowość była przejściowo siedzibą gminy Gułów. 
W latach 1954–1972 wieś należała i była siedzibą władz gromady Adamów. W latach 1975–1998 wieś należała administracyjnie do województwa siedleckiego. Historycznie Adamów leży na ziemi stężyckiej w województwie sandomierskim w Małopolsce.
Na terenie wsi utworzono dwa sołectwa Adamów I i Adamów II. Według Narodowego Spisu Powszechnego z roku 2011 wieś liczyła 2123 mieszkańców.
Miejscowość jest siedzibą parafii rzymskokatolickiej Podwyższenia Krzyża Świętego, należącej do metropolii lubelskiej, diecezji siedleckiej, dekanatu Adamów.
| SIMC    | Nazwa   | Rodzaj    |
| ------- | ------- | --------- |
| 1065154 | Łapiguz | część wsi |
| 1065177 | Praga   | część wsi |

## Historia
Adamów do XVIII w.
Lokacja miasta pierwotnie pod nazwą Jadaromin nastąpiła na podstawie dokumentu wydanego w 1539 przez króla Zygmunta I Starego. Właściciele miejscowości, bracia Adam i Hieronim Rusieccy, wystąpili w 1545 roku o erygowanie parafii. W 1569 roku miasto liczyło 415 mieszkańców, a w 1576 już 700. W XIX wieku mieszkało tu około 1000 osób w 90 domach. W późniejszych latach był własnością Czartoryskich. Na przełomie XVIII i XIX w. wzniesiono nowy barokowo-klasycystyczny kościół.
Adamów między XIX a XXI w.
W 1869 roku Adamów utracił prawa miejskie i został włączony do gminy Gułów. W 1873 roku podjęto uchwałę o utworzeniu szkoły, a już kilka lat później, w 1880, przeniesiono siedzibę gminy z powrotem do Adamowa. W 1915 roku miejscowość została zajęta przez wojska niemieckie i austro-węgierskie. W październiku 1939 roku, podczas kampanii wrześniowej toczyły się tu walki bitwy pod Kockiem. W 1943 roku w pożarze spłonęło centrum wsi. W latach okupacji w okolicach działały różne oddziały partyzanckie. W sierpniu 1942 r. oddział Gwardii Ludowej im. Jana Kilińskiego dowodzony przez byłego jeńca radzieckiego Serafima Aleksiejewa odbił z rąk niemieckich transport ok. 200 Żydów przeznaczonych na wywiezienie do Treblinki, zniszczono wówczas urząd graniczny i przerwano łączność telefoniczną. Partyzanci rozbili też w listopadzie 1942 urząd gminy i mleczarnię oraz uderzyli na posterunek policji. Adamów został zajęty przez Armię Czerwoną 26 lipca 1944.
Historia Żydów w Adamowie
Pierwsza wzmianka o Żydach w Adamowie pochodzi z 1827 roku, gdy było ich 108, co stanowiło 18,4% całej ludności. Początkowo podlegali gminie w Kocku, zaś w drugiej połowie XIX w. utworzyli własną gminę. Mieli synagogę i cmentarz. W 1921 roku było ich 664, co stanowiło 34,3% całej ludności. Do gminy żydowskiej należały rzeźnia rytualna oraz mykwa. W latach 20. XX w. działała Organizacja Syjonistyczna oraz syjonistyczno-ortodoksyjna partia „Mizrachi”.
W listopadzie 1940 roku Niemcy rozstrzelali na cmentarzu grupę około 40 Żydów. W Adamowie hitlerowcy zorganizowali getto. Znaleźli się w nim żydowscy mieszkańcy Adamowa i okolicznych miejscowości oraz przesiedleńcy z Nasielska. W połowie października 1942 roku getto stopniowo było likwidowane. Około 300 osób starszych i niedołężnych Niemcy zamordowali na przedmieściach Adamowa, na łące, na wschód od kościoła. 1724 osoby zostały przeniesione do getta w Łukowie, by następnie w dniach 26–27 października 1942 roku oraz 7–11 listopada 1942 roku, wraz z mieszkańcami Łukowa, Kocka, Wojcieszkowa, Stanina i innych okolicznych miejscowości trafić do obozu zagłady w Treblince. W getcie pozostała jedynie niewielka grupa z obozu pracy. W sierpniu 1943 getto i obóz pracy zostały zlikwidowane.

## Zabytki
We wsi znajduje się zabytkowy klasycystyczny kościół parafialny z 1. połowy XIX w.
28 grudnia 2021 udostępniono miejscową dzwonnicę jako wieżę widokową; ponadto w obiekcie prezentowane są dokumenty związane z historią parafii.

## Galeria

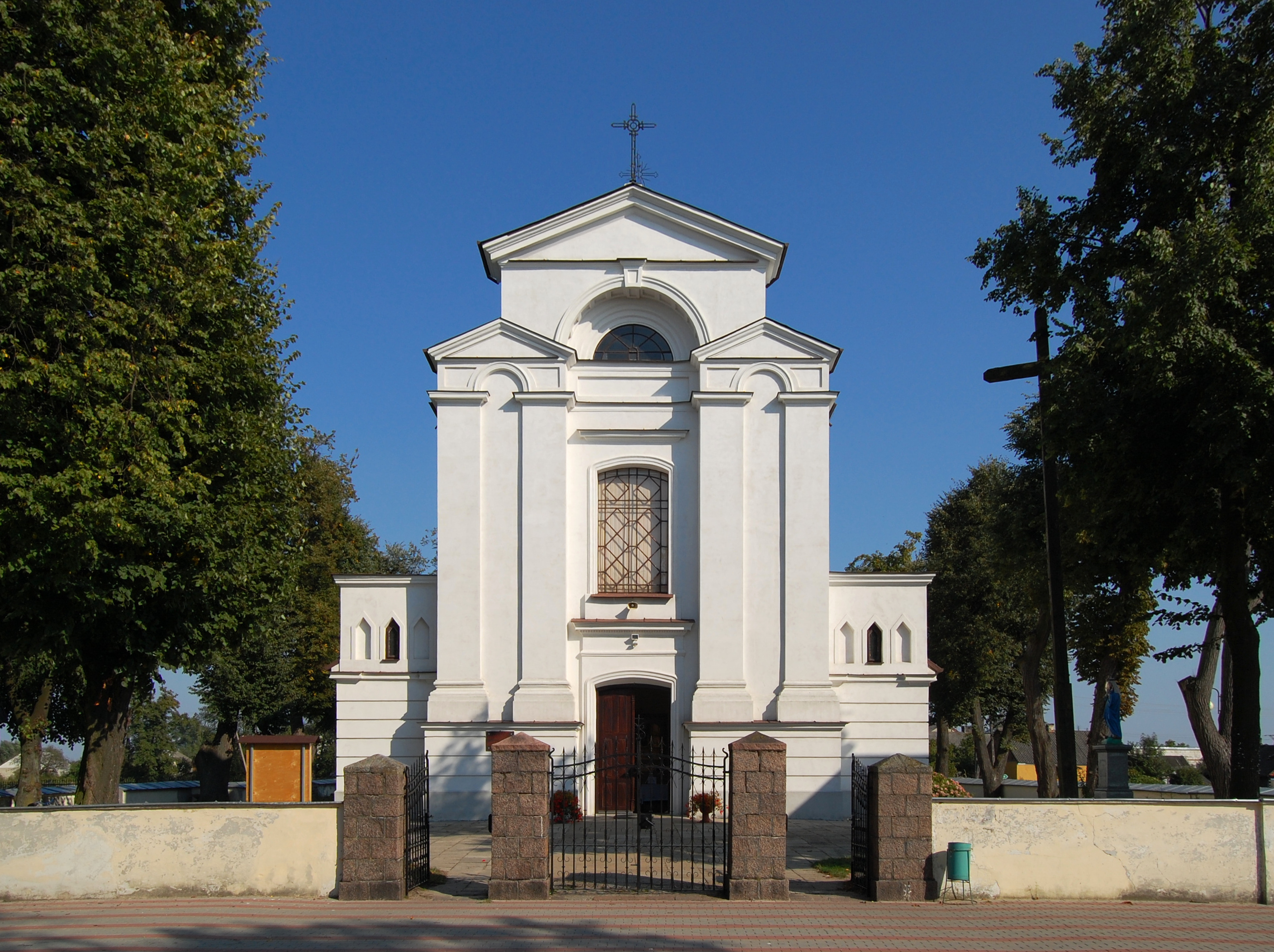
Kościół Podwyższenia Krzyża św.
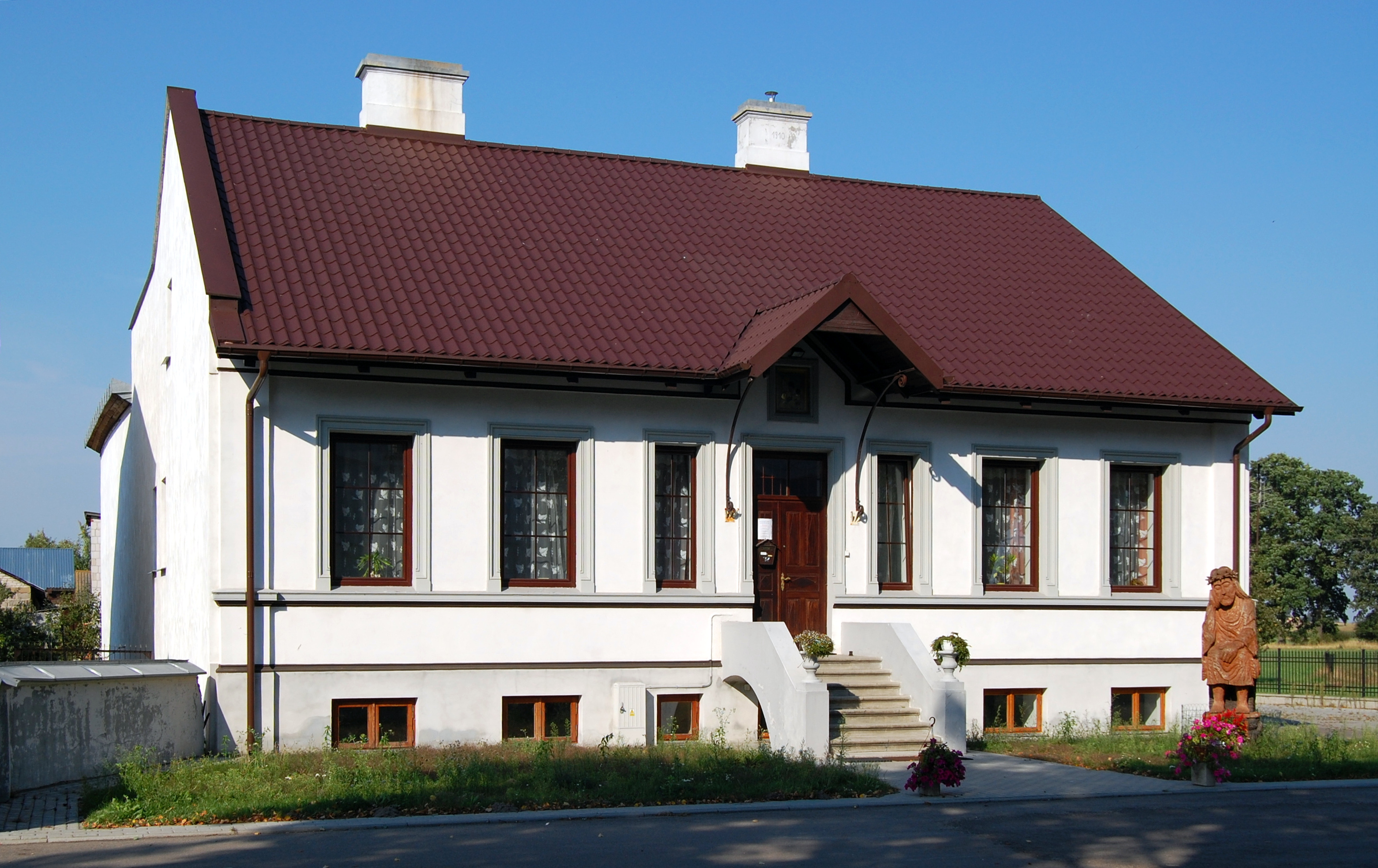
Zabytkowa plebania
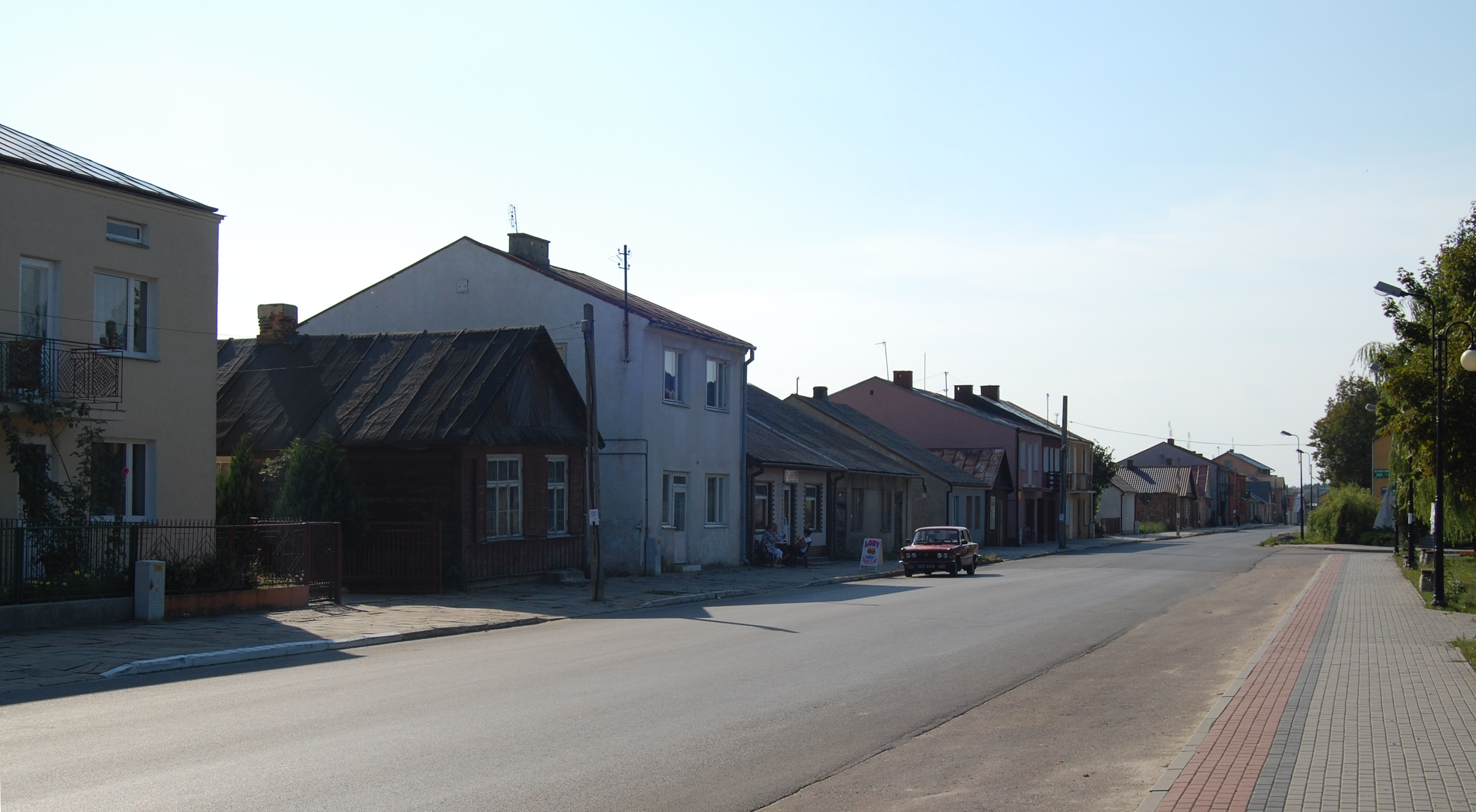
Centrum miejscowości
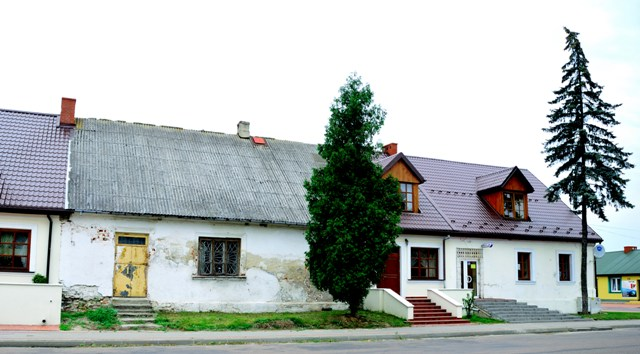
Zabudowa jednokondygnacyjna

## Oświata
Znajduje się tu Publiczna Szkoła Podstawowa im. Henryka Sienkiewicza, Gimnazjum oraz Zespół Szkół im. gen. Franciszka Kamińskiego, składający się z Liceum Ogólnokształcącego im. Batalionów Chłopskich, Liceum Profilowanego i Zasadniczej Szkoły Zawodowej.

## Sport
We wsi działa powstały w 1949 roku piłkarski Ludowy Klub Sportowy Sokół Adamów, który obecnie występuje w bialskiej klasie okręgowej. Największym osiągnięciem piłkarzy Sokoła były występy w bialskopodlasko-siedleckiej klasie międzywojewódzkiej (czwarty poziom rozgrywek piłkarskich) w sezonach: 1992/93, 1993/94 i 1994/95 oraz w lubelskiej IV lidze w sezonach: 2005/06, 2008/09 i 2017/18.